# Oberea bicoloricornis
Oberea bicoloricornis là một loài bọ cánh cứng trong họ Cerambycidae.